# Julius Schälike
Julius Schälike (* 1966) ist ein deutscher Philosoph.

## Leben
Er studierte Philosophie, Kunstgeschichte und Neuere Geschichte in München und Berlin. Er promovierte 2000 an der FU Berlin bei Ursula Wolf. 2009 habilitierte er sich an der Universität Konstanz. Seit 2018 ist er außerplanmäßiger Professor für Philosophie am Lehrstuhl Philosophie II der Universität Mannheim.
Seine Schwerpunkte sind Praktische Philosophie, Antike (Platon, Aristoteles) und 18. und 19. Jahrhundert (Hume, Kant, Schopenhauer, Mill).

## Schriften (Auswahl)
- Wünsche, Werte und Moral. Entwurf eines handlungstheoretischen und ethischen Internalismus. Würzburg 2002, ISBN 3-8260-2058-8.
- Spielräume und Spuren des Willens. Eine Theorie der Freiheit und der moralischen Verantwortung. Paderborn 2010, ISBN 978-3-89785-221-1.
- als Herausgeber mit Bernward Gesang: Die großen Kontroversen der Rechtsphilosophie. Paderborn 2011, ISBN 3-89785-737-5.
- als Herausgeber mit Neil Roughley: Wollen. Seine Bedeutung, seine Grenzen. Münster 2016, ISBN 978-3-95743-042-7.